# Cow Belles
Cow Belles er en Disney Channel Original Movie, der første gang debuterede på amerikansk TV 24. marts 2006.

## Medvirkende
- Alyson Michalka – Taylor Callum
- Amanda Michalka – Courtney Callum
- Jack Coleman – Reed Callum
- Michael Trevino – Jackson Meade
- Chris Grillanger – Phillipe
- Paula Brancati – Sarah Van Dyke
- Christian Serratos – Heather Perez
- Sandy Robson – Thomas
- Craig Eldridge – Wilbur Meade
- Sheila McCarthy – Fran Walker
- Michael Rhoades – Bob Fenwick
- Ron Gabriel – Melvin Melville
- Duane Murray – Big Pete
- Dylan Roberts – Ralph
- Stuart Clow – Keith Walker

## Eksterne Henvisninger
- Cow Belles på Internet Movie Database (engelsk)
- Cow Belles på AlloCiné (fransk)
- Cow Belles på MovieMeter (nederlandsk)
- Cow Belles på AllMovie (engelsk)
- Cow Belles på The Movie Database (engelsk)
- Cow Belles på Rotten Tomatoes (engelsk)
- Cow Belles på Metacritic (engelsk)
- Cow Belles på Filmaffinity (engelsk)
- Cow Belles på Netflix (engelsk)

| Foregående: High School Musical | Disney Channel Original Movies Der er Kendt i Danmark | Efterfølgende: Wendy Wu |